# دافي كيمب
دافي كيمب (بالإنجليزية: Davie Kemp)‏ (5 أغسطس 1950 بدندي في المملكة المتحدة - ) هو لاعب كرة قدم أمريكي في مركز الوسط. لعب مع سان خوزيه إيرث كويكس وSan Francisco Fog (soccer) ‏.